# Coniocompsa spectabilis
Coniocompsa spectabilis là một loài côn trùng trong họ Coniopterygidae thuộc bộ Neuroptera. Loài này được Liu et al. miêu tả năm 2003.